# Małgorzata Szkocka
Małgorzata Szkocka, ang. Saint Margaret of Scotland, znana była również pod swoim anglosaskim imieniem jako Margaret Ætheling (ur. ok. 1045, zm. 16 listopada 1093) – królowa Szkocji (1070–1093), święta Kościoła katolickiego.

## Życiorys
Małgorzata urodziła się ok. 1045 r. najprawdopodobniej na Węgrzech, gdzie wówczas przebywali jej rodzice. Była córką angielskiego księcia Edwarda Wygnańca (syna Edmunda II Żelaznobokiego) i Agaty.
Edmund II, obawiając się słusznie zagrożenia za strony Kanuta Wielkiego, wysłał swoją rodzinę – jak można przypuszczać zaraz po narodzeniu Edwarda, czyli w roku 1016 – na kontynent. Nie wiadomo natomiast, kiedy Edward pojawił się na Węgrzech i jakie tam były jego losy. Pochodzenie Agaty nie jest pewne. W źródłach najczęściej wspomina się, że była spokrewniona z cesarzem Henrykiem III.
W 1057 r. na prośbę swojego stryja (przyrodniego brata ojca) Edwarda Wyznawcy, króla Anglii od 1042 r., książę Edward wraz z żoną Agatą oraz trójką potomstwa: Małgorzatą, Krystyną i Edgarem wrócili do Anglii, a konkretnie do Nortumbrii. Edward po kilku tygodniach zmarł.
5 stycznia 1066 r. zmarł bezpotomnie król Anglii Edward Wyznawca, co spowodowało wiele komplikacji. Co prawda Edward już w 1052 r. wyznaczył na swego następcą władcę Normandii Wilhelma Zdobywcę, lecz gdy zmarł, władcą Anglii ogłosił się hrabia Wessex Harold II, szwagier Edwarda, twierdząc, że to on został wyznaczony na następcę tronu. Okazało się, że do tronu może pretendować także małoletni brat Małgorzaty, ur. ok. 1051 r. Edgar II Ætheling (Zesłaniec).
Zaistniała sytuacja doprowadziła jesienią 1066 r. do wojny pomiędzy Haroldem II, Wilhelmem i królem Norwegii Haraldem III Surowym, który również zgłosił pretensje do tronu. Anglia po bitwie pod Hastings musiała uznać się za pokonaną.
Na tronie zasiadł Wilhelm Zdobywca, a Agata musiała uciekać z kraju. Wraz z dziećmi opuściła w 1069 r. Nortumbrię, zamierzając powrócić na Węgry. Sztorm zniósł ich statek do Szkocji, gdzie oddali się pod opiekę Malcolma III „Canmore”, króla Szkocji. Miejsce, w którym miała wylądować Agata, znane jest dziś jako „Nadzieja Świętej Małgorzaty”.

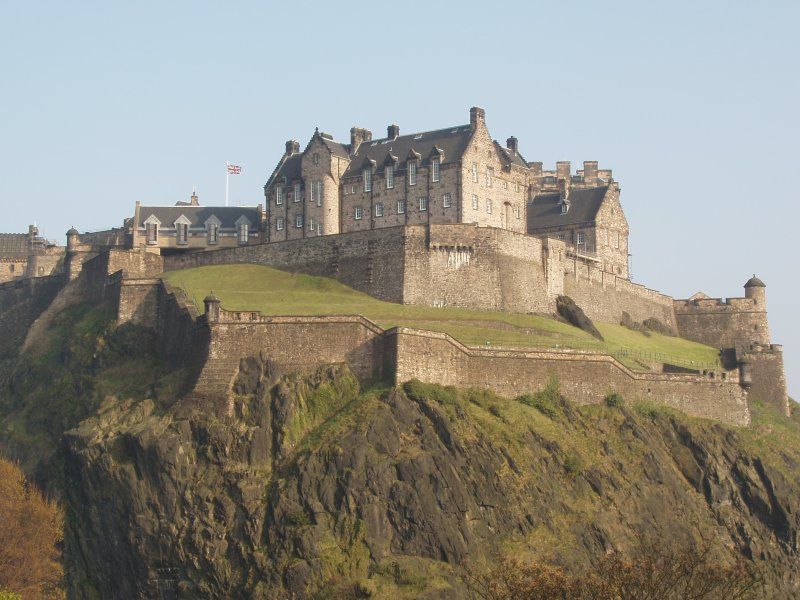
Zamek w Edynburgu

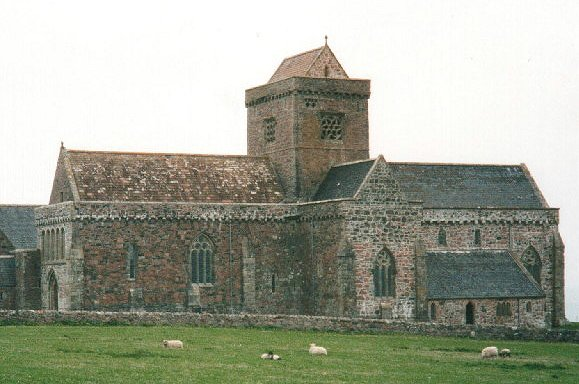
Opactwo Iona

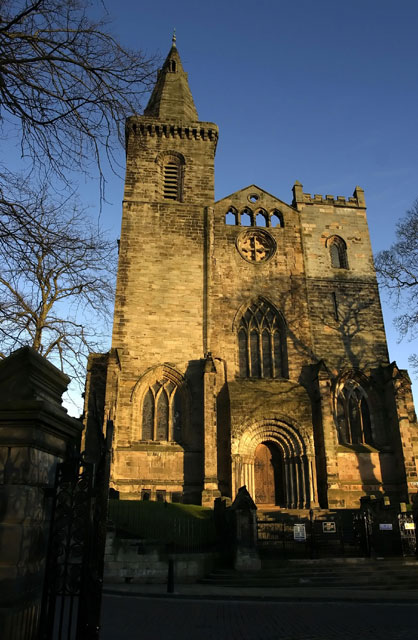
Opactwo Dunfermline

Malcolm był wdowcem (jego żona Ingibiorg Finnsdottir zmarła w 1069 r.), więc przypadła mu do gustu myśl o poślubieniu panny wywodzącej się z anglosaskiej rodziny królewskiej (Małgorzata była wnuczką króla Anglii Edmunda II Żelaznobokiego). Wkrótce, w 1070 r., doszło do małżeństwa Malcolma i Małgorzaty. Ślubu udzielił celtycki biskup Fothad z St Andrews. Małgorzata została koronowana na królową Szkocji.
Od tej pory jej życie toczyło się w dwóch zamkach – w Edynburgu i Dunfermline, gdzie bardzo sumiennie wypełniała obowiązki żony i matki. Osobiście zajmowała się wychowywaniem dzieci, co nie było wówczas w zwyczaju. Jako osoba bardzo religijna dbała o kościoły. Odbudowała m.in. opactwo na wyspie Iona, założone przez Św. Kolumbę w 563 r., miejsce spoczynku władców szkockich. Zapewniła też darmowy prom oraz domy dla pielgrzymów przybywających, aby odwiedzić świątynię Świętego Andrzeja. Wraz z mężem ufundowała również opactwo Dunfermline. Użyła swoich kontaktów i znajomości, aby ułatwić wprowadzenie tzw. benedyktyńskich zasad klasztornych obowiązujących na kontynencie. Dzięki jej zaangażowaniu przeprowadzono kilka reform kościelnych, m.in. zwołano synod, który uregulował przepisy związane z wielkim postem, komunią Wielkanocną i prawem małżeńskim.
W czasie konfliktu z królem angielskim Wilhelmem II, podczas oblężenia zamku Alnwick 13 listopada 1093 r. zginął mąż Małgorzaty i ich najstarszy syn, Edward. Małgorzata natomiast, która od pewnego czasu chorowała, zmarła trzy dni później, 16 listopada 1093 na zamku w Edynburgu. Spoczywa w opactwie benedyktyńskim w Dunfermline.
Jej syn król Dawid I rozbudował kościół opactwa, grób zaś Małgorzaty stał się miejscem licznych pielgrzymek, których intensywność wzrosła, gdy papież Innocenty IV w 1250 r. zezwolił na kult relikwii królowej.
Małżeństwo Malcolma z Małgorzatą poprawiło sytuację anglosaskiej społeczności, którą władał, a pod rządami synów Małgorzaty – Edgara, Aleksandra I i Dawida I, szkocki dwór królewski stał się bardziej podobny do dworów ich anglonormańskich i kontynentalnych sąsiadów.
Małgorzata i Malcolm mieli ośmioro dzieci – sześciu synów i dwie córki:
- Edwarda (ok. 1070 - 1093), księcia Szkocji;
- Edmunda (ok. 1071 - 1097), króla Szkocji;
- Ethelreda (zm. 1093), księcia Szkocji, opata w Dunkeld;
- Edgara (1074 - 1107), króla Szkocji 1097 - 1107;
- Aleksandra I (1078 - 1124), króla Szkocji 1107 - 1124;
- Edytę, znaną jako Matylda Szkocka (1080 - 1118), królową Anglii, żonę króla Henryka I Beauclerc;
- Marię Szkocką (1082 - 1116) żonę Eustachego III, hrabiego Boulogne;
- Dawida I (1084 - 1153), króla Szkocji 1124 - 1153.

Wszystkie dzieci Malcolma z jego pierwszą żoną Ingibiorg Finnsdottir nosiły imiona gaelickie, natomiast dzieci Małgorzaty otrzymały anglosaskie imiona królewskie, najprawdopodobniej z uwagi na prawo do tronu Anglii. Synów Małgorzaty nie uznawano za pretendentów do szkockiej korony, jako że Malcolm miał braci, a także dorosłych synów z pierwszego małżeństwa. Uważano, że to właśnie oni obejmą tron Szkocji.
Ufundowany w 1875 r. Queen Margaret University College nazwany został tak na cześć Małgorzaty Szkockiej.

## Kanonizacja
Kościół rzymskokatolicki początkowo wyznaczył święto Świętej Małgorzaty Szkockiej na 10 czerwca, ale data ta w reformie liturgicznej z 1972 r. została zmieniona na 16 listopada. W roku 1673 papież Klemens X ogłosił Świętą Małgorzatę patronką Szkocji, a w 1692 roku jej kult rozciągnięto na cały Kościół, dokonując kanonizacji równoważnej.
W 1560 r. protestanci splądrowali opactwo i zniszczyli relikwie św. Małgorzaty. Uratował się jedynie bogaty relikwiarz z jej głową. Przewieziono go dla bezpieczeństwa do Belgii, gdzie uległ zniszczeniu w czasie rewolucji francuskiej w roku 1793. Drobną część relikwii ofiarowano królowi Hiszpanii, Filipowi II, który umieścił je na zamku w Escorial.

## Dzień obchodów
Wspomnienie liturgiczne obchodzone jest w Kościele katolickim w dies natalis.

## Genealogia
| 4. Edmund II (Żelaznoboki) (ok. 990-1016) król Anglii (1016) |  |                                               |  |  |                       |
|                                                              |  | 2. Edward Wygnaniec (1016-1057) książę Anglii |  |  |                       |
| 5. Edyta                                                     |  |                                               |  |  |                       |
|                                                              |  |                                               |  |  | 1. Małgorzata Szkocka |
| 6. zap. Ludolf (ok. 1003-1038) margrabia Fryzji              |  |                                               |  |  |                       |
|                                                              |  | 3. Agata (ok. 1025-po 1068)                   |  |  |                       |
| 7. zap. Gertruda (zm. 1077) córka grafa Ekberta              |  |                                               |  |  |                       |
|                                                              |  |                                               |  |  |                       |